# Gran Canaria
Gran Canaria er en spansk ø beliggende i det kanariske øhav i Atlanterhavet. Hovedstaden er Las Palmas de Gran Canaria. Til trods for den tilhører Spanien, er øen i geografisk forstand en del af Afrika. Sammen med Tenerife, Lanzarote, La Palma, Fuerteventura, La Gomera, El Hierro og fem mindre øer, dannes De Kanariske øer.
Øens areal er 1.532 km² og indbyggertallet 843.558 (2017).
Et areal på 1.005 km² (660 km² landareal) blev i 2020 udpeget til biosfærereservat under UNESCOs Menneske og biosfære-programmet.

## Klima
Klimaet er forholdsvis jævnt over året, med døgnmiddeltemperatur fra 17-18 grader i december og januar til omkring 25 i juli og august . Den koldeste tid svarer til danske sommertemperaturer, mens den varmeste tid ikke er lige så varm som ved Middelhavet (Årlig er dog de Kanariske øer den varmeste del af Spanien). Regn falder hovedsagelig mellem oktober og marts. Dog næsten udelukkende som byger.
Havets strømme omkring de Kanariske øer betragtes som kolde i forhold til øernes sydlige breddegrader, men vandtemperaturen er generelt 19 til 23 grader, også i januar . Dagens længde varierer mellem 10,5 timer ved juletid og 13,5 timer i juni. Daggry og skumring sker meget hurtigt. Det bliver helt mørkt 10-15 minutter efter solnedgang. Solens højde ved middagstid varierer fra knap 40 grader i december (betragteligt lavere end i Danmark i juni, svarende til begyndelsen af september) til tæt på zenith i juni. UV-index er derfor meget højt mellem april og september 

## Turisme
Hvert år tager mere end 3 millioner turister til øen . Langt de fleste vælger at bo på den sydlige og østlige del, hvor der er flere badestrande, højere temperaturer og flere solskinstimer. På øens sydkyst finder man en hel by af hoteller. Området består af nu flere helt sammenvoksede byområder fx San Agustin, Playa del Inglés, Meloneras m.fl. Området ligger i Maspalomas-kommunen. Playa del Inglés har et stort strandområde og ligger ned til Las Dunas. Her finder man også to store kombinerede handels- og forlystelsesområder, med navnet Kasbah og Kasbah 2. Her finder man også centeret Yumbo som består af en mængde butikker, restauranter og barer. 
Om aftenen forvandles centeret til et mekka af diskoteker, show barer og spontane offentlige gøglere og optrædende. Centeret er mødested for LGBTQIA+‘ere fra hele verden, men alle er velkomne. I maj afholdes den store sommer pride med en stor parade igennem byen og mængder af koncerter, dragshows og meget andet. Priden er et tilløbsstykke og tiltrækker hvert år mange tusinde besøgende. I november afholdes en lidt mindre pride, kaldet “Winter Pride”. Denne er også særdeles velbesøgt. Selvom De Kanariske øer er politisk fuldt ud en integreret del af Spanien og EU, men dog med særlige toldregler. Det betyder bl.a. at priserne på alt fra tekniske produkter til spiritus er lavere end ellers i Spanien. 
Gran Canaria Lufthavn er øens lufthavn og ligger 19 km syd for Las Palmas. I 2009 ekspederede den 9.155.665 passagerer og 101.557 flybevægelser, hvilket gør den til landets femte travleste.